# RosASM
RosAsm — 32-битовый Win32 x86 ассемблер, выпущенный согласно лицензии GNU GPL. Согласно своему имени, ассемблер поддерживает ReactOS, хотя проекты RosAsm и ReactOS независимы. RosAsm — IDE с полной интеграцией ассемблера, встроенного компоновщика, редактора ресурсов, отладчика и дизассемблера. Синтаксис сделан как продолжение NASM’а. RosAsm упаковывает исходный текст, от которого программы собираются непосредственно в пределах портативных исполняемых файлов. Поскольку RosAsm производит файлы PE напрямую, отдельный шаг компоновки не требуется. Тем не менее, это означает, что компилятор не позволяет связываться с внешними объектными модулями, отличными от DLL, и не поддерживает способность производить программные модули, которые могут быть связаны с другими программами.

## Внешние ссылки
- RosAsm  — главная страница ReactOS ассемблера / IDE RosAsm
- Форум RosAsm